# Diatomeeënaarde

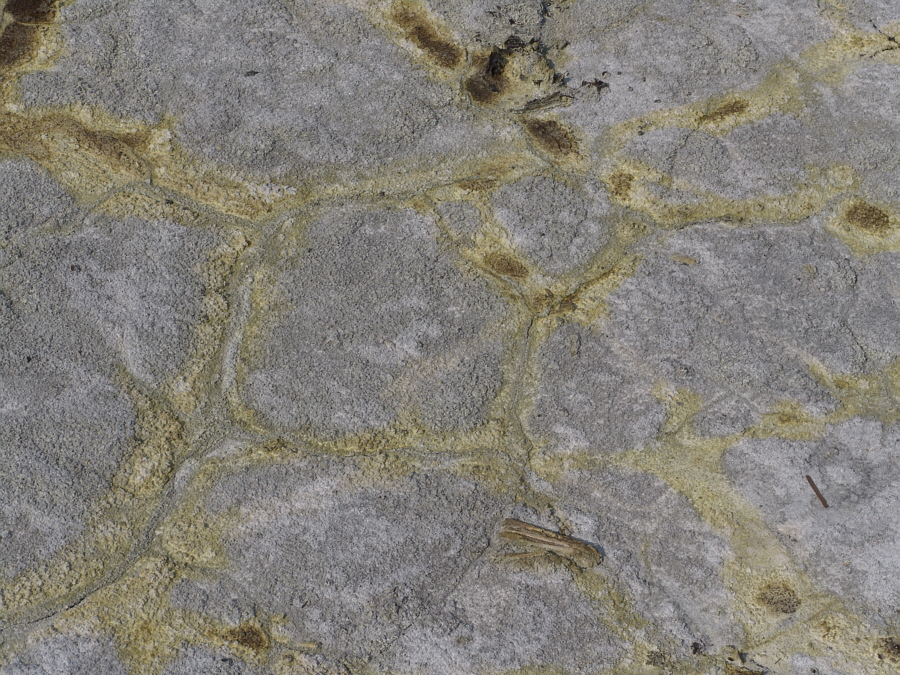
Afzetting van diatomeeënaarde in het natuurbeschermingsgebied Soos in Tsjechië

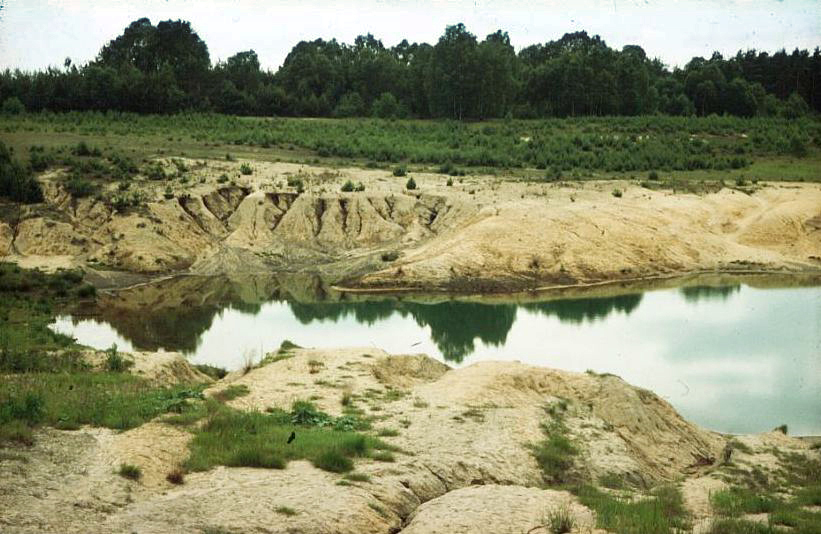
Verlaten groeve voor de winning van diatomeeënaarde bij Neuohe, Lüneburger Heide, Nedersaksen, Duitsland

Diatomeeënaarde of celiet is een organogeen sediment dat geheel of voor het grootste deel bestaat uit de skeletjes van eencellige kiezelwieren of diatomeeën.
Andere benamingen voor deze grondsoort zijn kiezelaarde, kiezelgoor, kiezelgoer, bergmeel en infusoriënaarde.

## Ontstaan
Sedimenten die opgebouwd zijn uit kiezelwierskeletjes kunnen zowel in zoet- als in zeewater ontstaan. Diatomeeënaarde is een boven de zeespiegel gelegen ontwaterd en gecompacteerd diatomeeënslik en is meestal in meren gevormd. Diatomeeënslik ontstaat in situaties waarin dode kiezelwieren niet worden afgebroken en zich daardoor in de meer- of zeebodem ophopen. In de diepzee vormt zich alleen diatomeeënslik. Bij onderverzadiging aan silicaat-ionen lossen kiezelskeletjes van diatomeeën na de dood van het organisme al in de waterkolom op. Bij een overmaat aan silicaat-ionen gebeurt dat niet, waardoor een diatomeeënslik kan ontstaan. Een andere oorzaak van vorming van diatomeeënslik kunnen anoxische (zuurstofloze) omstandigheden in het onderste deel van de waterkolom zijn. Dit is het geval bij meren (of zeeën) met een gestratificeerde waterkolom, dat wil zeggen dat er in het bovenste deel van de waterkolom andere omstandigheden heersen (bijvoorbeeld: zuurstofrijk of een relatief hoge temperatuur) dan in het onderste deel (bijvoorbeeld: zuurstofarm (of zuurstofloos) of relatief kouder water). Dergelijke omstandigheden doen zich vaak in wat dieper water voor. De 'lagen' met verschillende watertypen zijn vaak door een spronglaag van elkaar gescheiden maar de overgang kan ook geleidelijk plaatsvinden. Passeert een organisme de spronglaag, dan is er vaak geen weg terug en sterft het. In een dergelijke situatie kan ook diatomeeënslik ontstaan.
Diatomeeënslik is waterverzadigd en niet gecompacteerd (samengedrukt). Door compactie en ontwatering ontstaat diatomeeënaarde uit dit slik. Door verdere compactie en verkitting kan uit diatomeeënaarde een harder gesteente ontstaan wat diatomiet genoemd wordt.
Omdat veel diatomeeën seizoensbloeiers zijn, is er tijdens een deel van het jaar een piek in de vorming van diatomeeënslik. Omdat vaak niet alleen diatomeeën bezinken, gaat sedimentatie van ander materiaal buiten de bloeipiek gewoon door. Hierdoor is diatomeeënslik vaak gebandeerd, bijvoorbeeld een sediment bestaande uit licht- en donkergekleurde laagjes. In zo'n geval vertegenwoordigt elk licht-donker laagjespaar een jaar.

## Voorkomen in Nederland
De schaarse diatomeeënaardes in Nederland dateren vrijwel alle uit het Holoceen. De enige winbare bekende diatomeeënaarde bevond zich in de buurt van Renkum. Van deze afzettingen resteert echter bijna niets meer omdat zij tot in de twintigste eeuw afgegraven zijn. De diatomiet werd gewonnen voor agrarische en industriële toepassingen.

## Toepassingen in de geologie
Seizoens- of jaargelaagdheid kan gebruikt worden om de tijdsduur te bepalen waarbinnen een pakket diatomeeënaarde is afgezet. Door het tellen van de laagsetjes kan het minimumaantal jaren waarin dat gebeurd is worden vastgesteld. Men heeft op deze wijze de minimale lengte van verschillende interglacialen kunnen vaststellen. De lengte van het Eemien kon op deze wijze op 11.000 jaar worden geschat, terwijl voor het Holsteinien ongeveer 6900 jaarlaagjes werden geteld, waardoor de schatting van de lengte van dit interglaciaal uitkwam op 15 à 16.000 jaar.

## Industriële toepassing en verwerking
Voor industriële toepassing wordt diatomeeënaarde gemalen. Dit tussenproduct wordt moler genoemd en vormt het basismateriaal voor verdere verwerking.
Kiezelgoerstenen worden gemaakt met extrusiepersen. Hechtklei, gebrande materialen en vezels kunnen eraan toegevoegd worden. Door de fijne poriënstructuur hebben deze stenen een groter warmte-isolerend vermogen dan vermiculietproducten met dezelfde dichtheid.
Diatomeeënaarde werd ook gebruikt als ingrediënt om dynamiet te maken. Alfred Nobel ontdekte dat als hij het onstabiele nitroglycerine door de diatomeeënaarde liet absorberen, het veel stabieler was. Toch was er nog een risico omdat de staven met het verloop van tijd nitroglycerine afgaven.
Zyklon B werd op een soortgelijke wijze geproduceerd, namelijk door korrels diatomeeënaarde met blauwzuur te impregneren. Het moest wel afgesloten bewaard worden omdat de korrels voortdurend blauwzuur afgaven.

### Andere toepassingen
- In beton
- Als poets-, polijst- en slijpmiddel
- Als filtermateriaal voor het filteren van olie uit water
- Bij bierbrouwerijen als filtermateriaal bij het bepalen van het stamwortgehalte
- Bij het klaren van vruchtensappen in bedfiltratie[1]
- Bij de productie van lucifers
- In verf
- In bestrijdingsmiddel tegen vlooien in bijvoorbeeld gras
- In diervoer
- Als vulling in kolommen bij chromatografie
- Als filtreermiddel voor zeer fijne poeders in de scheikunde
- Als middel om bloedmijten bij kippen te bestrijden
- Als "mierenpoeder", een middel om mieren af te schrikken
- Als bestrijdingsmiddel tegen bedwantsen